# José Ignacio Torreblanca Payá
José Ignacio Torreblanca Payá (Madrid, 1968) és un analista polític i politòleg espanyol. Treballador com a escriptor d'opinió per a El Mundo des de 2018, va ser director de la secció d'opinió d'El País entre 2016 i 2018.
Es va doctorar en ciència política per la Universitat Complutense de Madrid (UCM). És professor titular de la Universitat Nacional d'Educació a Distància (UNED). Va ser investigador pel Reial Institut Elcano.
Torreblanca va esdevenir un columnista regular a El País el 2008. D'ideologia europeista, va ser també director de l'oficina a Madrid del think tank Consell Europeu de Relacions Estrangeres (ECFR). El juny de 2016, es va convertir en director d'opinió d'El País.
Després de l'arribada de Soledad Gallego-Díaz al càrrec de directora d'El País el juny de 2018, Torreblanca va deixar el diari i va ser reemplaçat per Máriam Martínez-Bascuñán. Subsegüentment Torreblanca es va incorporar a El Mundo com a escriptor d'opinió el setembre de 2018.

## Premis
- Premi Salvador de Madariaga; premsa escrita (2015)[7]

## Obres
- José Ignacio Torreblanca. The Reuniting of Europe: Promises, Negotiations and Compromises.  Londres: Ashgate, 2001.[8]
- José Ignacio Torreblanca. La fragmentación del poder europeo.  Madrid: Icaria, 2011.[5]
- José Ignacio Torreblanca. Asaltar los cielos. Podemos o la política después de la crisis.  Barcelona: Debate, 2015.[9]